# Страсбург
Страсбу́рг (фр. Strasbourg, /stʀazbuʀ/, нім. Straßburg, ельзаською: Strossburi) — місто та муніципалітет у Франції, адміністративний центр регіону Ельзас та департаменту Нижній Рейн.  Населення — 291 709 осіб (2022).Населення метрополії наближається до 700 000 (2006 рік).
У Страсбурзі знаходяться, серед інших організацій, Рада Європи, Європейський суд з прав людини, Європейська аудіовізуальна обсерваторія, а також Європейський Парламент (хоча сесії Парламенту відбуваються також і у Брюселі).
Муніципалітет розташований на відстані приблизно 400 км на схід від Парижа. Місто знаходиться на кордоні з Німеччиною.
Страсбург — важливий центр виробництва, вузол автомобільного, залізничного та річкового сполучення. Порт Страсбурга другий за розмірами на Рейні після німецького Дуйсбурга (Duisburg). У місті знаходиться Центральна Комісія з Навігації на Рейні.
1988 року історичний центр Страсбурга, Великий Острів (фр. Grande Île) занесено до списку Світової спадщини ЮНЕСКО.

## Етимологія
Теперішня французька назва міста походить від німецької та означає «Місто (на перехресті) доріг». Перша частина слова, Страс- (німецьке Штрасе, Straße/Strasse) означає «вулиця, дорога», а -бур (-bourg, німецькою -burg) — «місто, містечко, фортеця, укріплення».

## Географічне розташування

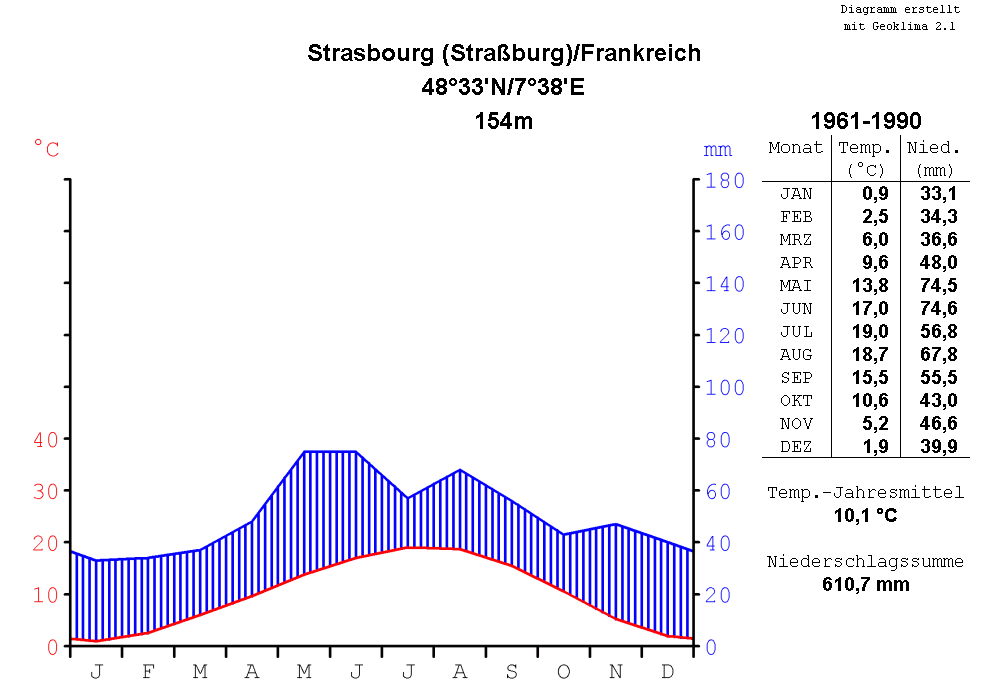
Діаграма: Клімат Страсбурга

Страсбург розташований на річці Ілль (Ill), у тому місці, де вона впадає до Рейну на кордоні з Німеччиною. Німецьке місто на протилежному березі Рейну — Кель (Kehl). Страсбург розташований у долині Рейну, приблизно за 20 км на схід від Вогезьких гір та 25 км на захід від так званого Чорного лісу. Таким чином, місто захищене цими природними перешкодами від вітрів. Температура повітря влітку може бути доволі високою. Нестача природної вентиляції робить атмосферу Страсбурга однією з найзабрудненіших у Франції, хоча поступове зниження кількості підприємств важкої промисловості та регулювання руху автомобільного транспорту в місті та навколо нього дещо покращили становище.

## Історія
На місті сучасного Страсбурга римляни заснували військове укріплення та назвали його Арґенторатум (Argentoratum). Це укріплення тоді було у складі римської провінції Верхня Германія (Germania Superior). Уперше назва міста згадується у 12 році до нашої ери; у 1988 році Страсбург святкував ювілей — 2000 років. Починаючи з IV століття у Страсбурзі знаходиться Архієпископ Страсбурга.
Алемани тут билися проти Римської Імперії у 357 році. Вони були розбиті Юліаном, пізніше — римським Імператором; алеманський король Хонодомаріус (Chonodomarius) потрапив до полону. 2 січня 366 року алемани перейшли у великій кількості вкритий кригою Рейн та потрапили до Римської Імперії. На початку V століття алемани завоювали землі та осіли на території сучасних Ельзасу та більшої частини Швейцарії.
У V столітті місто послідовно належало алеманам, гунам та франкам, які називали його Стратісбургум (Stratisburgum), Стратебургум (Strateburgus), потім Штрасбург (Straßburg). У 842 році тут мала місце Страсбурзька присяга, текст на трьох мовах, що мав, окрім латинської та німецької, і французький варіант — один із найстаріших текстів цією мовою. Великий комерційний центр — Страсбург — у 923 році опинився у складі Східно-Франкського королівства (з 962 реформованого  в Священну Римську Імперію), у провінції Герцогство Лотарингія, під владою місцевого герцога та, опосередковано, короля Генріха І. Рання історія міста пов'язана також із конфліктом між місцевим архієпископом та жителями Страсбурга. 1201 року король Філіпп Швабський дарував Страсбургу статус Імперського Вільного міста, чи Імперського Міста. Незабаром після цього, 1220 року, була створена міська рада. Рада взяла на себе функції, які раніше виконувало духовенство, в тому числі адміністрування та правосуддя. Але 1260 року Вальтер де Герольдек був обраний єпископом Страсбурзьким і зажадав, щоб йому були надані попередні повні повноваження. Дуже швидко починається війна між страсбурзцями і єпископською армією. 1262 року прелат був розбитий в битві при Гаусбергене військами Страсбурга.
Революція 1332 року призвела до утворення місцевого самоврядування; Страсбург проголосив себе вільною Республікою. Смертоносна чума 1348 року принесла чимало збитків. Слідом за нею, 14 лютого 1349 року відбулося масове насилля над євреями. То був один з найбільших погромів у передсучасній історії: від 2500 до 3000 євреїв були публічно страчені (спалені), а попіл розвіяли за межами міста.  До кінця XVIII століття єврям заборонялося з'являтися у місті після десятої години вечора. Про час, коли їм треба було покинути місто, нагадували герольди (оповісники) за допомогою валторни (Ґрюсельгорн, Grüselhorn). У наші часи дзвін Собору традиційно продовжує сповіщати жителів увечері.

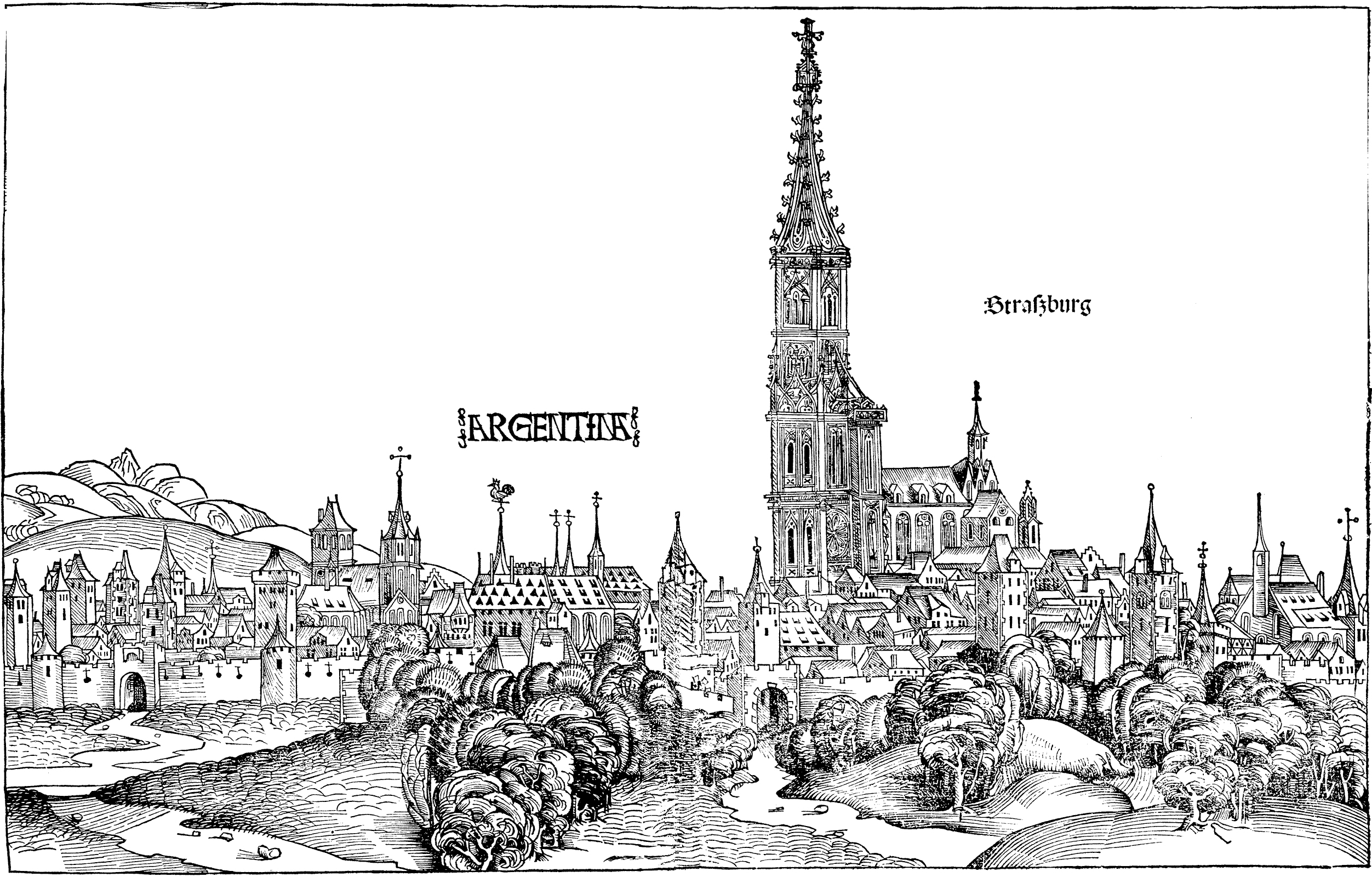
Місто та старовинний головний Собор (Straßburger Münster, Cathédrale de Strasbourg) 1493 року.

### Релігія у Страсбурзі. Під владою Німеччини та Франції
Головний Собор міста Страсбург (Straßburger Münster) почали будувати ще у XII столітті, а добудували у 1439 році. На той час це була найвища будівля у світі, випередивши Піраміду Хеопса. У 1520-х роках, під час протестантської Реформації, місто охоче прийняло вчення Мартіна Лютера. Його послідовники згодом заснували у Страсбурзі Університет. Боротьба протестантів з іконами спричинила чимало збитків місцевим церквам та монастирям. Страсбург став осередком книговидання, друкарської справи у Священній Римській Імперії. Вплив цієї держави — як інтелектуальний, так і політичний — сприяв закріпленню протестантської течії, основної на той час у південно-західній Німеччині. Разом із чотирма іншими вільними містами Страсбург утворив так звану «конфесію чотирьох міст», confessio tetrapolitana.
Після Конституційної Реформи на початку XVI століття та заснування Імперських Округів, Страсбург опинився у окрузі Верхній Рейн (Upper Rhenish Circle). Це були землі на південному заході Імперії.
Вільне місто Страсбург залишалося нейтральним протягом Тридцятирічної війни. У вересні 1681 року місто було захоплене королем Франції Людовиком XIV. Але політика релігійної нетерпимості, що сприяла втечі багатьох протестантів із Франції після скасування Нантського едикту 1598 року і прийняття Едикту Фонтенбло (Édit de Fontainebleau) 1685 року, не поширювалася на Страсбург та Ельзас. Та все одно Собор Страсбура забрали в лютеранців та передали під керівництво Римській Католицькій Церкві. Німецький Лютеранський університет зберігся до часів Французької Революції. Студентами цього навчального закладу були Йоганн Ґете та Йоганн Готфрід Гердер.
Під час обіду, влаштованого мером Фредеріком де Дітрихом (Mayor Frédéric de Dietrich) 25 квітня 1792 року, Клод Жозеф Руже де Ліль (Claude Joseph Rouget de Lisle) написав «Марсельєзу» (La Marseillaise). Статус Страсбурга як вільного міста був анульований під час Французької Революції. Фанатичні якобінці, а саме Ойлогіус Шнайдер (Eulogius Schneider), правили містом залізною рукою, поки їх не скинув із владних посад Максиміліан Робесп'єр. Протягом їхнього правління велику кількість соборів і монастирів було зруйновано або суттєво пошкоджено. Головний Собор втратив сотні своїх скульптурних композицій, які пізніше (у XIX столітті) були замінені на копії. Башта вціліла: жителі Страсбурга одягнули на неї велетенський Фригійський ковпак.

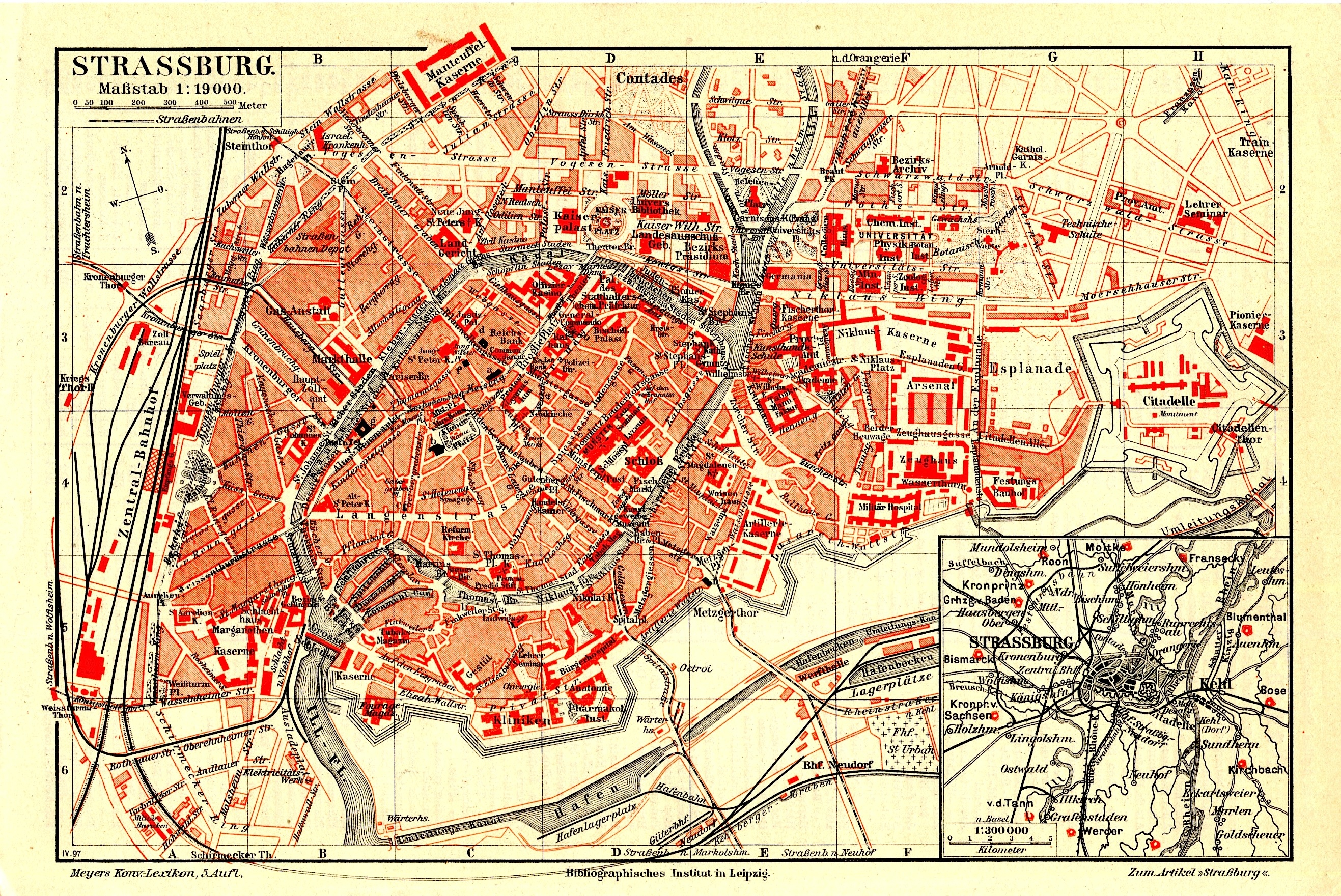
Німецька мапа Страсбурга у 1888 як частини Німецької Імперії

Зі зростанням виробництва та торгівлі, населення міста потроїлося у XIX столітті та сягнуло 150000 осіб. Під час Франко-Прусської війни та Облоги Страсбурга місто зазнало значних пошкоджень від Прусської армії. 24 серпня 1870 року згорів один із музеїв міста. Те ж сталося і з Муніципальною Бібліотекою із унікальною колекцією середньовічних рукописів, що містилася у колишньому Домініканському Соборі готичного стилю. Були втрачені рідкісні книжки епохи Відродження та Римські артефакти. У 1871 році, по завершенню війни, місто увійшло до новоствореної Німецької Імперії як частина області Ельзас-Лотарингія (Reichsland Elsaß-Lothringen), згідно із Франкфуртською Угодою, без проведення референдуму. Як частина Німецької Імперії, Страсбург відновили, побудували Нове Місто (Neue Stadt) із новим музеєм та новою бібліотекою. Страсбурзький університет, заснований у 1567 році, суттєво втратив свої позиції під час Французької Революції через німецьке походження, відкрився знову у 1872 році. Після поразки Німеччини у Першій Світовій війні Страсбург став столицею Ельзаської радянської республіки, але невдовзі місто опинилося під контролем Франції.
До 2015 року муніципалітет перебував у складі регіону Ельзас. Від 1 січня 2016 року належить до нового об'єднаного регіону Гранд-Ест.

## Демографія

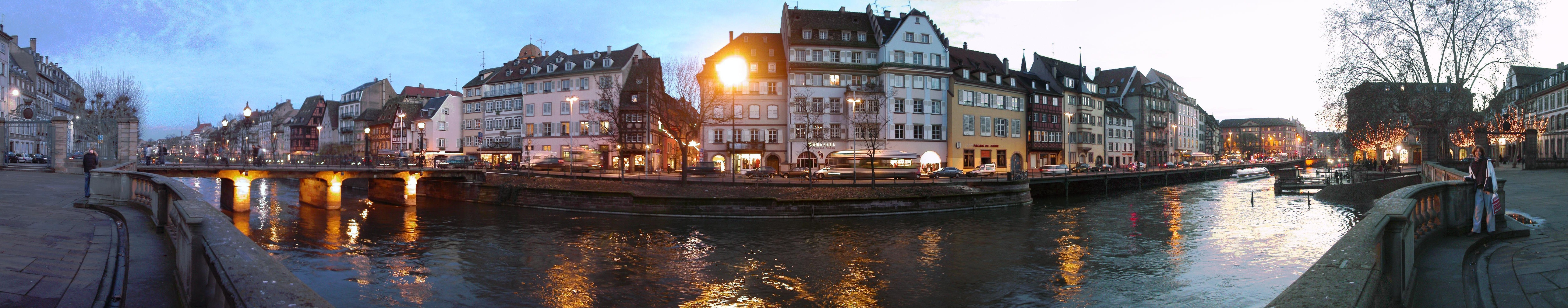
Краєвид з тераси Палацу Роан (Palais Rohan).

Метрополія Страсбурга має близько 700 000 жителів, тоді як Єврорегіон нараховує вже 868 000 жителів.
| 1684   | 1789   | 1851   | 1871   | 1910    | 1921    | 1936    | 1946    | 1954    | 1962    | 1968    | 1975    | 1982    | 1990    | 1999    | 2004    |
| ------ | ------ | ------ | ------ | ------- | ------- | ------- | ------- | ------- | ------- | ------- | ------- | ------- | ------- | ------- | ------- |
| 22 000 | 49 943 | 75 565 | 85 654 | 178 891 | 166 767 | 193 119 | 175 515 | 200 921 | 228 971 | 249 396 | 253 384 | 248 712 | 252 338 | 264 115 | 273 100 |

## Визначні місця
Центральна частина Страсбурга, так званий «Великий острів» (Гранд-Іль, фр. Grande Ile), обмежений рукавами річки Іль, 1988 року було занесено до списку культурної спадщини ЮНЕСКО завдяки неповторності архітектурного ансамблю. Це був перший випадок для Франції, коли до списку світової культурної спадщини потрапляв увесь центр міста.

### Страсбурзький собор
Страсбурзький собор вважається шедевром готичного мистецтва. Перший камінь у фундамент будівлі було закладено 1015 року, а нинішній вигляд собору відноситься до 1439 року. Завдяки легкому та витонченому шпилю, що вознісся на висоту 142 метри, собор аж до XIX століття був найвищою християнською церквою. Фасад собору оздоблено сотнями скульптур, в інтер'єрі — вітражі XII—XIV століття, монументальний орган та астрономічний годинник, механізм якого датується 1842 роком.

### Будинок Каммерцеля
Будинок Каммерцеля (фр. Maison Kammerzell), перлина фахверкової архітектури, багато років служив купцям, які ще з XV століття під аркадами його кам'яного цокольного поверху тримали крамничку. Оздоблені вигадливим різьбленням фахверкові стіни верхніх поверхів датуються 1589 роком. Будинок Каммерцеля знаходиться в самому центрі міста, на соборній площі. Зараз на верхніх поверхах знаходиться невеликий готель, а в цокольному — ресторан.

### Криті мости
Криті мости (фр. Ponts couverts) — частина історичних укріплень міста. Ці мости з вежами, захищали рукави річки Іль. Мости було споруджено в XIII столітті. Пізніше вони зазнавали численних перебудов. Спочатку мости були скриті міцною дерев'яною покрівлею, звідки й походить їхня назва, однак 1784 року покрівлю було розібрано, оскільки до того часу споруди повністю втратили своє оборонне значення. Нині являють собою ряд мостів (самі мости 1865 року повністю перебудовано в камені) і чотири квадратних в плані вежі міських укріплень. Дві центральні вежі біля основи оточені укріпленнями бастіонного типу. Панорама Страсбурга, що відкривається на криті мости вважається однією з найефектніших у місті; поряд зі Страсбурзьким собором це улюблений сюжет фотознімків. Мальовничий вид на криті мости та розташований за ними центр міста відкривається з панорамного майданчика на так званій «дамбі Вобана» (фр. Barrage Vauban).

## Культура, наука, освіта

### Науково-освітні заклади
- Страсбурзький університет
- Національна й університетська бібліотека Страсбурга

### Музеї
- Страсбурзький музей образотворчого мистецтва — в Палаці Роганів
- Страсбурзький археологічний музей (фр. Musée archéologique) — в Палаці Роганів
- Музей Ельзасу в Страсбурзі (фр. Musée Alsacien) — адреса: 23, quai Saint-Nicolas
- Музей декоративно-вжиткового мистецтва (Страсбург) — в Палаці Роганів
- Музей творів мистецтва Нотр-Дам (фр. Musée de l’Œuvre Notre-Dame) — праворуч від Страсбурського собору, поряд з Палацом Роганів
- Музей модерного та сучасного мистецтва[4] (фр. Musée d’Art moderne et contemporain de Strasbourg)
- Музей Томі Унгерера — міжнародний центр ілюстрації[5].
- Зоологічний музей міста Страсбурга (фр. Musée zoologique de la ville de Strasbourg)[6]
- Історичний музей (фр. Musée historique)
- Музей вуду (musée Vodou) — музей, присвячений культу вуду.
- «Ле Весо» (фр. Le Vaisseau) — науково-технічний музей для дітей.

### Театри
- Національна Райнська опера (фр. péra national du Rhin);
- Національний театр Страсбурга (фр. Théâtre national de Strasbourg);
- Театр Шукрутері (фр. Théâtre de la Choucrouterie) — театр в приміщенні колишньої фабрики квашеної капусти. Вистави французькою та ельзаською мовами.

### Кіно
Страсбург — місце проведення Тижнів українського кіно «Україна у фокусі» (з 2017).
В Страсбурзі знаходиться найстаріший кінотеатр Франції «Odyssée», заснований 1913 року як «Театр Юніон» (неподалік від площі Клебера).

## Галерея зображень

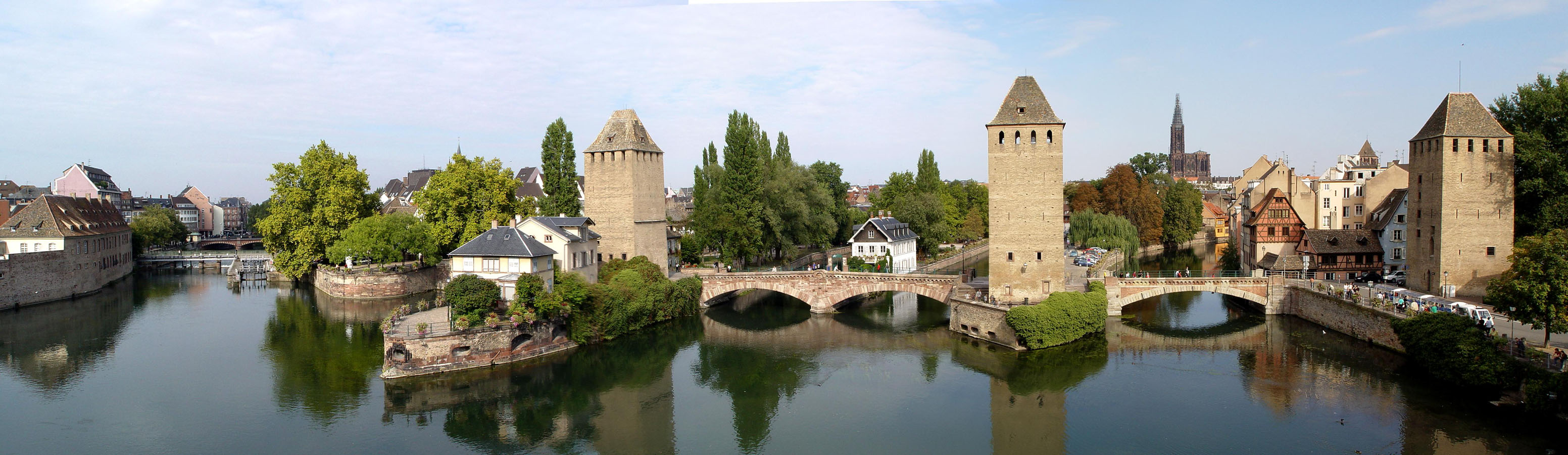
Вид на «Криті мости» з трьома вежами колишніх міських укріплень (четверта прихована ліворуч за деревами). Між двома правими вежами видно собор

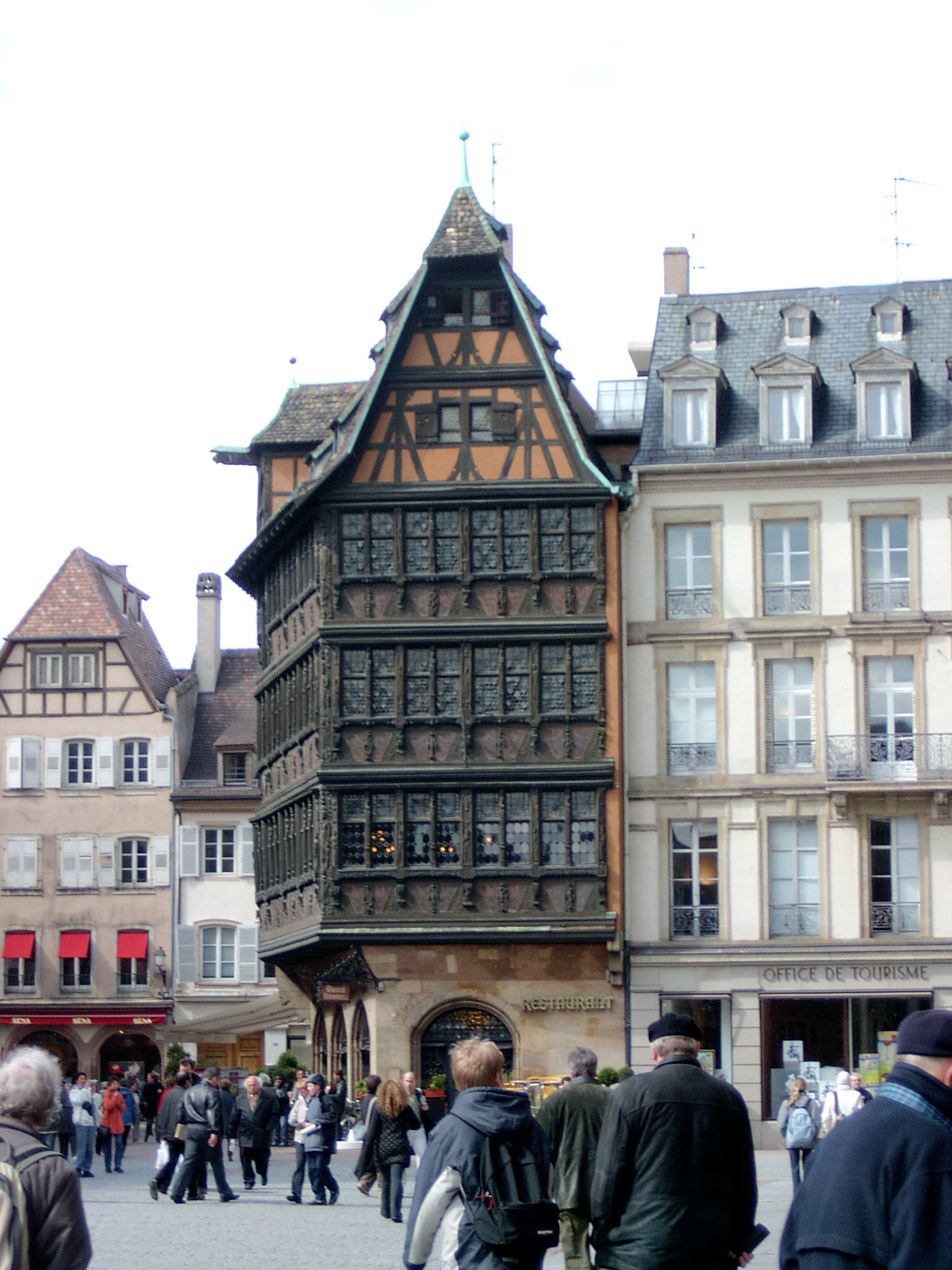
Будинок Каммерцеля (XV ст.) на площі біля собору
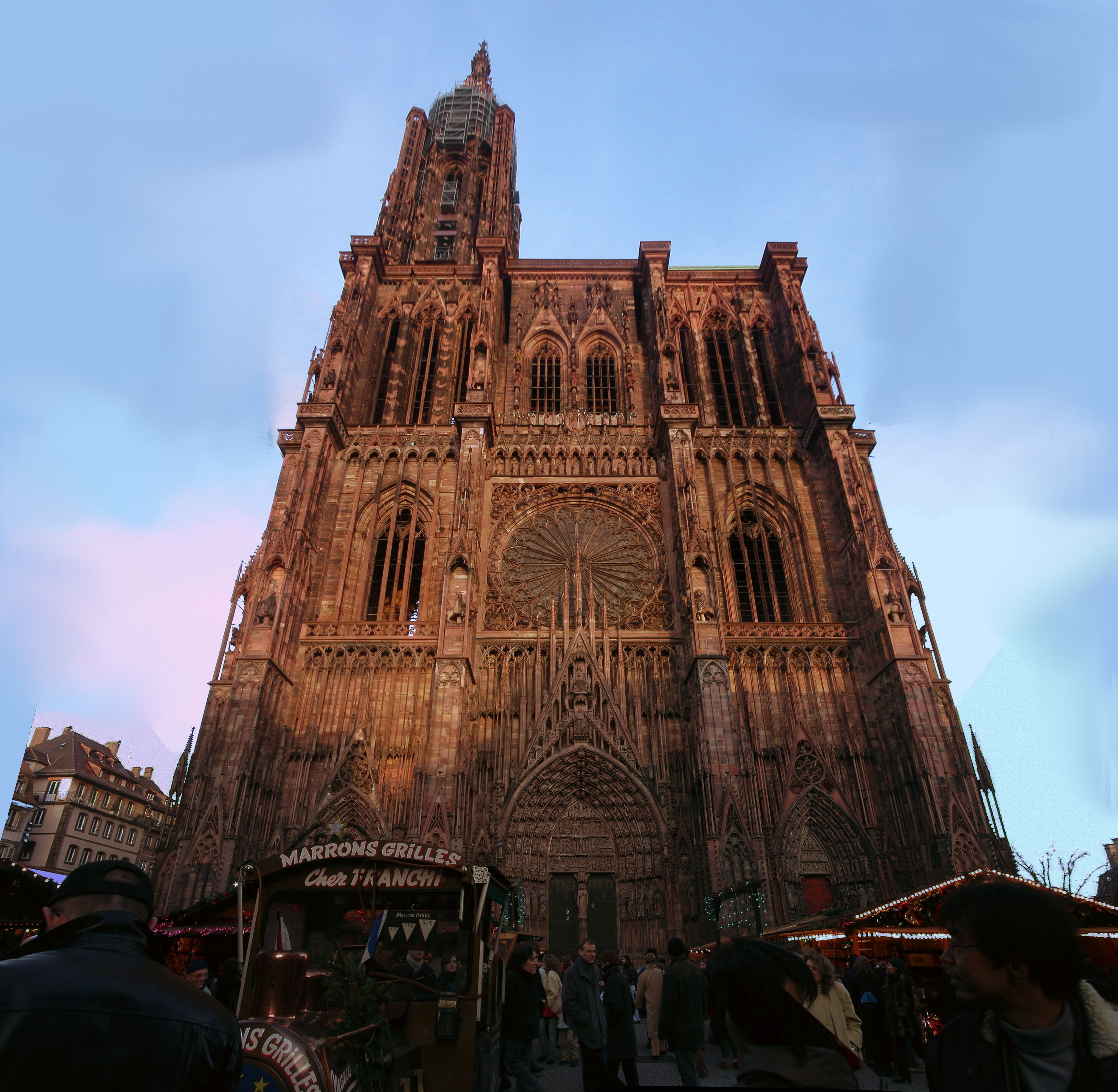
Страсбурзький собор
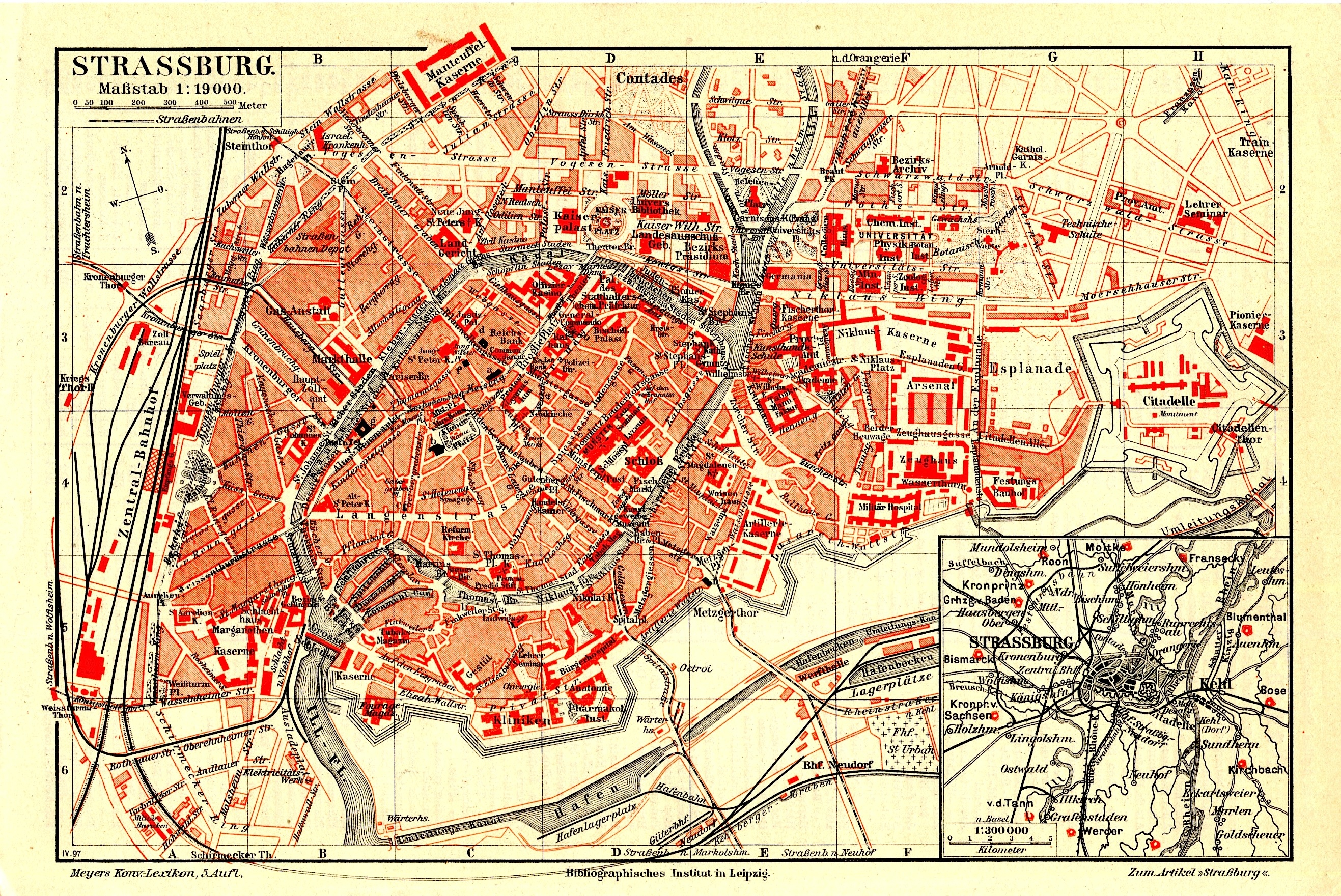
Мапа Страсбурга від 1888
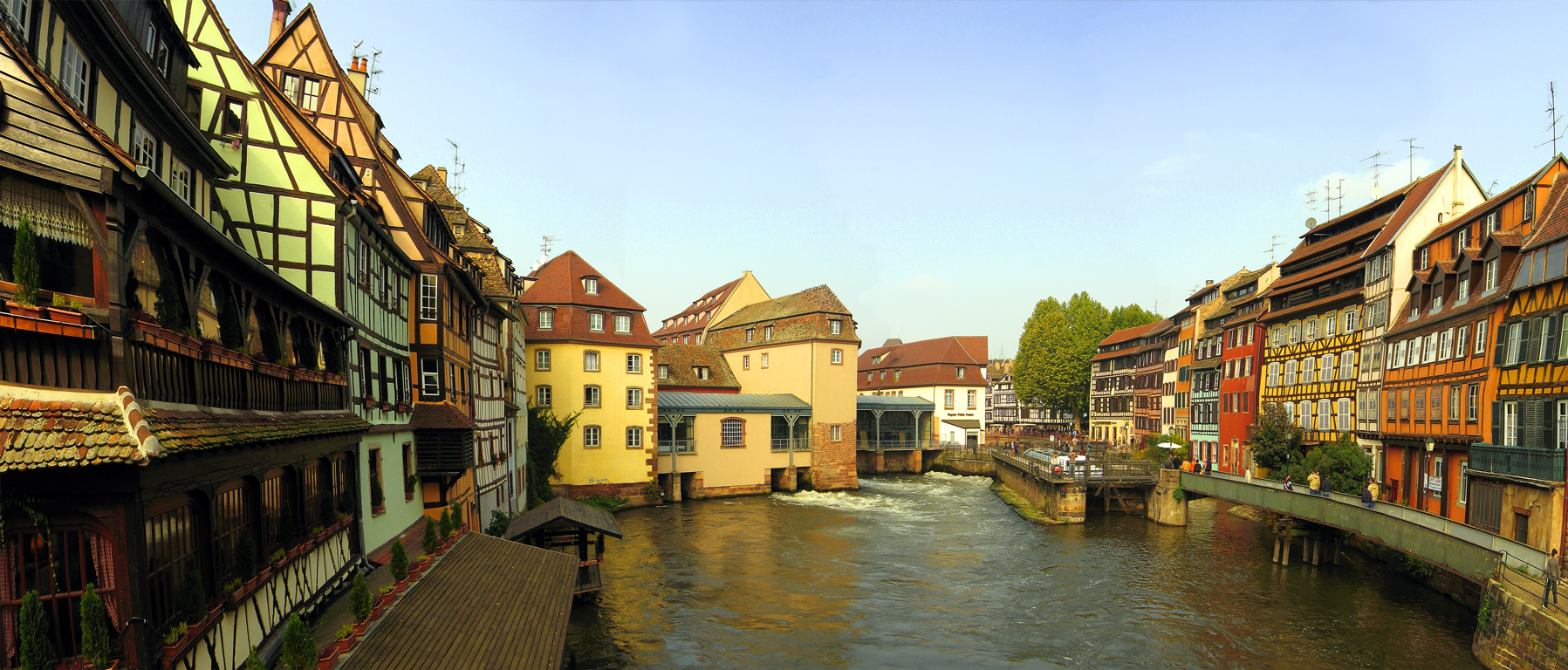
Мала Франція

## Економіка
2010 року серед 189 412 осіб працездатного віку (15—64 років) 127 824 були активними, 61 588 — неактивними (показник активності 67,5%, у 1999 році було 64,5%). З 127 824 активних мешканців працювали 106 934 особи (54 244 чоловіки та 52 690 жінок), безробітними було 20 890 (10 649 чоловіків та 10 241 жінка). Серед 61 588 неактивних 34 226 осіб було учнями чи студентами, 9898 — пенсіонерами, 17464 були неактивними з інших причин.

У 2010 році в муніципалітеті налічувалось 110329 оподаткованих домогосподарств, у яких мешкали 238891,5 особи, медіана доходів виносила 16 659 євро на одного особоспоживача

## Транспорт
- Страсбурзький вокзал
- Страсбург (аеропорт)
- Страсбурзький трамвай

## Клімат
Попри розташування міста на значній відстані від моря, клімат Страсбурга класифікується як морський (Cfb за класифікацією кліматів Кеппена) з теплим, відносно сонячним літом і прохолодною, похмурою зимою.
| Клімат Страсбурга (1981–2010)              | Клімат Страсбурга (1981–2010) | Клімат Страсбурга (1981–2010) | Клімат Страсбурга (1981–2010) | Клімат Страсбурга (1981–2010) | Клімат Страсбурга (1981–2010) | Клімат Страсбурга (1981–2010) | Клімат Страсбурга (1981–2010) | Клімат Страсбурга (1981–2010) | Клімат Страсбурга (1981–2010) | Клімат Страсбурга (1981–2010) | Клімат Страсбурга (1981–2010) | Клімат Страсбурга (1981–2010) | Клімат Страсбурга (1981–2010) |
| Показник                                   | Січ.                          | Лют.                          | Бер.                          | Квіт.                         | Трав.                         | Черв.                         | Лип.                          | Серп.                         | Вер.                          | Жовт.                         | Лист.                         | Груд.                         | Рік                           |
| Абсолютний максимум, °C                    | 17,5                          | 21,1                          | 25,7                          | 30,0                          | 33,4                          | 37,0                          | 38,3                          | 38,7                          | 33,4                          | 29,1                          | 22,1                          | 18,3                          | 38,7                          |
| Середній максимум, °C                      | 4,5                           | 6,4                           | 11,4                          | 15,7                          | 20,2                          | 23,4                          | 25,7                          | 25,4                          | 21,0                          | 15,3                          | 8,8                           | 5,2                           | 15,3                          |
| Середня температура, °C                    | 1,8                           | 2,9                           | 7                             | 10,5                          | 15                            | 18,1                          | 20,1                          | 19,8                          | 15,8                          | 11,2                          | 5,8                           | 2,8                           | 11                            |
| Середній мінімум, °C                       | −0,8                          | −0,6                          | 2,5                           | 5,2                           | 9,8                           | 12,8                          | 14,5                          | 14,1                          | 10,6                          | 7,1                           | 2,8                           | 0,3                           | 6,6                           |
| Абсолютний мінімум, °C                     | −23,6                         | −22,3                         | −16,7                         | −5,6                          | −2,4                          | 1,1                           | 4,9                           | 4,8                           | −1,3                          | −7,6                          | −10,8                         | −23,4                         | −23,6                         |
| Середня кількість сонячних годин на місяць | 58,1                          | 83,8                          | 134,8                         | 180,0                         | 202,5                         | 223,8                         | 228,6                         | 219,6                         | 164,5                         | 98,7                          | 55,3                          | 43,1                          | 1692,7                        |
| Норма опадів, мм                           | 32.2                          | 34.5                          | 42.8                          | 45.9                          | 81.9                          | 71.6                          | 72.7                          | 61.4                          | 63.5                          | 61.5                          | 47.0                          | 50.0                          | 665.0                         |
| Днів з опадами                             | 8,4                           | 8,1                           | 9,1                           | 9,2                           | 11,5                          | 10,7                          | 10,8                          | 9,9                           | 8,6                           | 9,5                           | 9,3                           | 9,8                           | 114,9                         |
| Днів зі снігом                             | 7,8                           | 6,7                           | 4,0                           | 1,5                           | 0,1                           | 0,0                           | 0,0                           | 0,0                           | 0,0                           | 0,0                           | 3,4                           | 6,3                           | 29,8                          |
| Вологість повітря, %                       | 86                            | 82                            | 76                            | 72                            | 73                            | 74                            | 72                            | 76                            | 80                            | 85                            | 86                            | 86                            | 79                            |
| ------------------------------------------ | ----------------------------- | ----------------------------- | ----------------------------- | ----------------------------- | ----------------------------- | ----------------------------- | ----------------------------- | ----------------------------- | ----------------------------- | ----------------------------- | ----------------------------- | ----------------------------- | ----------------------------- |

## Уродженці
- Хосе Кобос (*1968) — французький футболіст, захисник.

- Ернест Гросс (*1902 — †1986) — французький футболіст, півзахисник.

- Еміль Шарват (*1904 — †1980) — французький футболіст, півзахисник, згодом — футбольний тренер.

- Андре Рей (*1948) — французький футболіст, воротар.

- Марк Молітор (*1949) — французький футболіст, захисник.

- Седрік Канте (*1979) — малійський футболіст, захисник.

- Себастіан Брант (1457—1521) — німецький письменник-гуманіст
- Марі Тюссо (1761–1850) — скульпторка, засновниця відомого музею воскових фігур Мадам Тюссо в Лондоні
- Оскар Берже-Левро (1826–1903) — відомий філателіст
- Ганс Арп (1886—1966) — німецький і французький скульптор, художник, графік
- Фрідріх-Вільгельм Крюгер (1894—1945) — один із керівників окупаційного режиму в Польщі
- Рудольф Мінковський (1895—1976) — німецько-американський астроном, член Національної АН США (1959).
- Марсель Марсо (1923—2007) — французький актор і художник, мім.
- Крістоф Орель (* 1965) — відомий у минулому швейцарський футболіст, півзахисник.
- Жерар Оссер (* 1939) — відомий у минулому французький футболіст, нападник.
- Клод Ріш (1929—2017) — французький актор театру та кіно, сценарист.

## Адміністративний поділ
В адміністративному відношенні місто є окремим округом департаменту Нижній Рейн — Страсбур-Віль. Він в свою чергу поділяється на 10 кантонів:
| Кантон      | Площа, км² | Населення, осіб |
| ----------- | ---------- | --------------- |
| Страсбур-1  | -          | 23756           |
| Страсбур-2  | -          | 21362           |
| Страсбур-3  | -          | 24893           |
| Страсбур-4  | -          | 20756           |
| Страсбур-5  | -          | 22402           |
| Страсбур-6  | -          | 42549           |
| Страсбур-7  | -          | 25533           |
| Страсбур-8  | -          | 25518           |
| Страсбур-9  | -          | 31331           |
| Страсбур-10 | -          | 26015           |

## Міста-побратими
Страсбург має особливі, братерські, стосунки з такими містами світу:
- Бостон, США (із 1960)
- Лестер, Велика Британія (із 1960)
- Штутгарт, Німеччина (із 1962)
- Дрезден, Німеччина (із 1990)
- Рамат Ґан, (Ramat Gan, רמת גן, رمات جان) Ізраїль (із 1991)
- Стамбул, Туреччина
- Jakmèl (Jacmel), Гаїті (із 1996) (Coopération décentralisée)
- Новгород, Російська Федерація (із 1997) (Coopération décentralisée)
- Фес, Марокко (Coopération décentralisée)

## Посилання

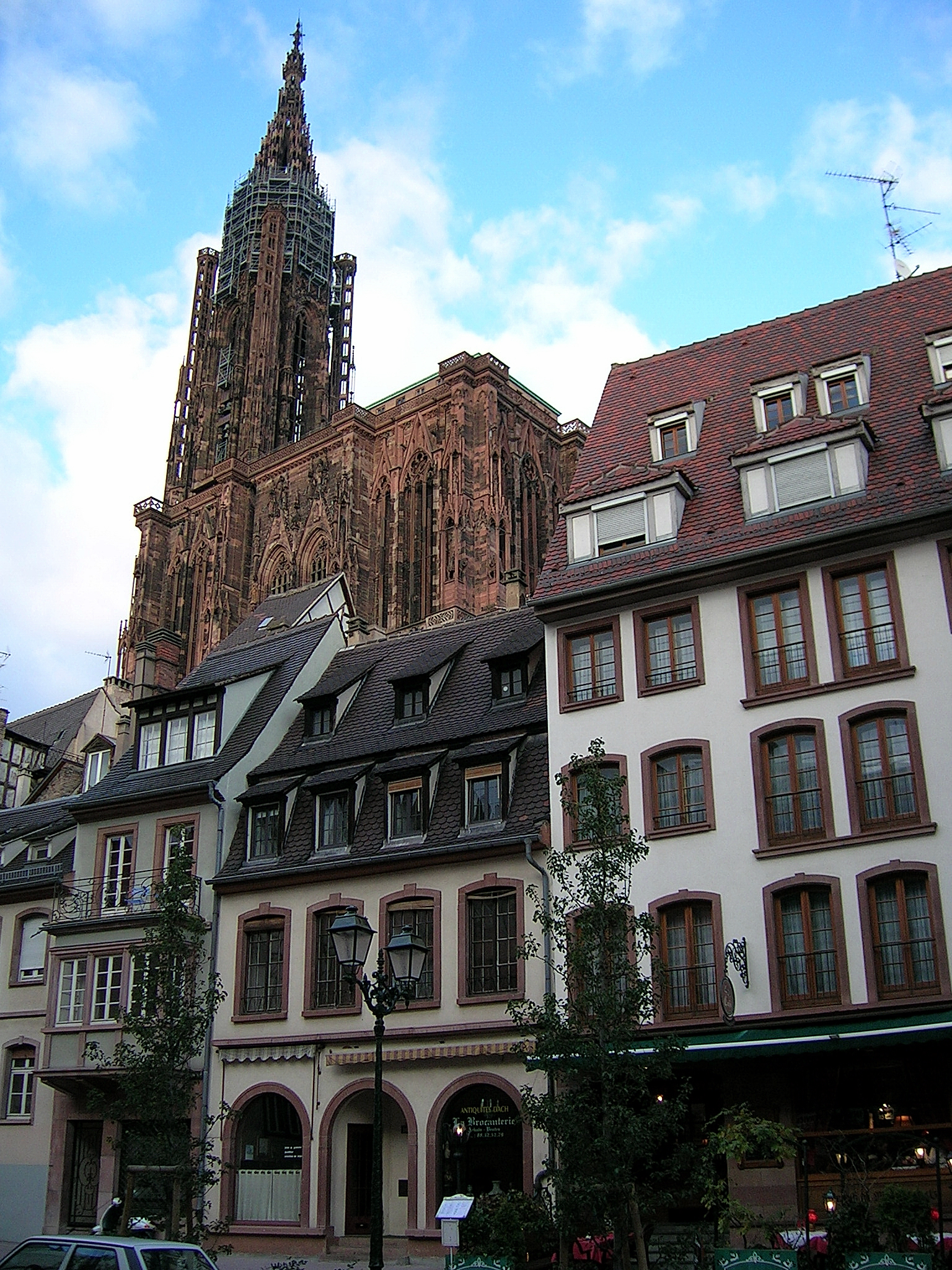
Собор Страсбурга над Старим містом. Будівлі Старого Міста на передньому плані.